# 島田七実
島田 七実（しまだ なみ、1993年9月20日 - ）は、日本のファッションモデル。宮崎県宮崎市出身。

## 来歴
2011年12月23日、宮崎・シーガイアで開催されたファッションイベント「東京ガールズコレクション Sweet Xmas Edition」に一般応募のオーディションを勝ち抜いて出演。
宮崎市内の高校を卒業後、青島地区の観光ホテルに勤務。
2014年12月8日、ミス・ユニバース・ジャパン宮崎代表に選ばれる。2015年3月12日に開催された日本大会では、水着審査（TOP16）にまで進んだ。
2015年、日本スイムスーツ協会（JSA）が定める「JSAキャンペーンガール」に選ばれる。10月9日、JSAの総会でキャンペーンガール認定式が行われ、11月11日に2016新作水着合同展示発表会でお披露目された。JSAキャンペーンガールに九州地方出身者が選ばれたのは彼女が初めてとなる。
2019年12月30日に放送された第61回日本レコード大賞では、横町ももこ、丸山帆成美と共にアシスタントを務めた。

## 人物
- 身長：169cm[要出典]
- サイズ：B82 /W60 / H89[要出典]
- 血液型：AB型[要出典]
- 趣味：映画・海外ドラマ鑑賞[要出典]
- 特技：水泳、バドミントン、電卓早打ち[11]
  - バドミントンでは中学1年生の時に県の新人大会でダブルス2位[12]。
- 健康法として逆立ちを行う[13]。
- あこがれのモデルは長谷川潤[2]。
- シンガーソングライターのいであやかは同級生[14]。

## 出演

### テレビ番組
- 第61回日本レコード大賞（2019年12月30日、TBSテレビ） - アシスタント[10]

### イベント
- 東京ガールズコレクション Sweet Xmas Edition（2011年12月23日、宮崎市・シーガイア）[2]
- ミス・ユニバース・ジャパン 宮崎大会（2014年12月8日、宮崎市・MRT micc）[4]
- ミス・ユニバース・ジャパン 日本大会（2015年3月12日、ホテル椿山荘東京）[5][6][7]
- 2016新作水着合同展示発表会（2015年11月11日、東京）[9]
- 東京モーターショー2017「SUZUKIブースステージモデル」（2017年10月27日 - 11月5日、東京ビッグサイト）[注 1]
- 東京オートサロン2019「DAIHATSUブースステージモデル」（2019年1月12日 - 14日、幕張メッセ）[注 2]
- 東京モーターショー2019「トヨタ自動車ブースコンパニオン」（2019年10月24日 - 11月4日、東京ビッグサイト）[18]

### CM
- マンダム「GATSBY スポットデオドラント」（2017年・2018年）[19]
- ジレット「Gillete Venus」（2018年）[20]
- indeed「キャリアアップ編」（2018年）[21]
- 三井住友銀行「新しくなってる編」（2018年）[22]

### 広告・カタログモデル
- 明治記念館（2017年）[23]
- XEBIO（2018年）[24]
- 京王聖蹟桜ヶ丘ショッピングセンター（2018年）[25]
- しまむらグループ（2017年・2018年）[26][27]
- 鈴乃屋（2019年）[28]
- 内海産業（2019年）[29]